# Radnice v Bad Schandau
Radnice v Bad Schandau, lázeňském městě v saském zemském okrese Saské Švýcarsko-Východní Krušné hory v Německu, je expresionistická budova pocházející z počátku 20. let 20. století. Stojí na břehu Labe a je památkově chráněná.

## Historie
Budova badschandauské radnice byla postavena na počátku 20. let 20. století poté, co byl roku 1920 úředně změněn název města z Schandau na Bad Schandau (česky Lázně Žandov). Jako sídlo městské samosprávy tak nahradila starší radniční budovu na náměstí z roku 1863. Stavba je situovaná průčelím k Dresdner Straße, jedné z hlavních ulic, zadní stranou pak k labskému nábřeží (ulice An der Elbe). Radnice nebyla stavebně nijak výrazně upravovaná a slouží nepřetržitě svému účelu; je sídlem vedení města Bad Schandau a také správního společenství, do kterého patří také sousední Rathmannsdorf a Reinhardtsdorf-Schöna. Budova byla v roce 2002 zasažena povodní. Je chráněná jako kulturní památka pod číslem 09222163 pro svůj stavební a historický význam.

## Popis
Třípatrová budova s dvoupatrovou půdou je postavená v expresionistickém stylu. Stojí na obdélném půdorysu, fasáda má pískovou barvu. Střechu kryjí pálené tašky.